# Kim Nam-il
Kim Nam-il (* 14. März 1977 in Incheon, Südkorea) ist ein südkoreanischer Fußballspieler.

## Werdegang
Kim Nam-il begann als Schüler mit dem Fußballspielen. Zunächst im offensiven Mittelfeld aktiv, wurde er unter Guus Hiddink zu einer defensiveren Spielweise angeleitet. Seinen Durchbruch feierte er dann auch in der Nationalmannschaft bei der Weltmeisterschaft 2002 und wurde dabei zum Symbol der erfolgreichen Mannschaft. Vorher relativ unbekannt, versuchten viele Firmen seine Popularität für Werbekampagnen nutzen und Kim konnte lukrative Werbeverträge abschließen. 
In Anschluss an das Turnier wechselte Kim auf Leihbasis zu Excelsior Rotterdam, da er hoffte, wie sein Landsmann Song Chong-gug, bei Feyenoord Rotterdam spielen zu können. Allerdings wusste er nicht nachhaltig zu überzeugen und kehrte zu seinem Stammverein Chunnam Dragons zurück. 
2004 wechselte Kim dann im Tausch gegen Ko Jong-soo zu Suwon Samsung Bluewings, mit denen er 2004 und 2008 koreanischer Meister wurde. Eine Fußverletzung Ende 2005 bedrohte seinen Einsatz bei der Weltmeisterschaft 2006, er wurde jedoch rechtzeitig wieder gesund und konnte am Turnier teilnehmen. Er bestritt beim Turnier alle drei Spiele für sein Land und gab nach Turnierende bekannt, seine Hoffnungen, in Europa spielen zu können, begraben zu haben und für immer in der K-League spielen zu wollen. Im August 2006 wurde Kim zum neuen Kapitän der Nationalmannschaft ernannt und blieb Kapitän bis zur Asienmeisterschaft 2007, den er wegen eines Leistenbruchs versäumte.
Im Januar 2008 wechselte Kim zu Vissel Kobe nach Japan. Nach zwei Jahren in Kobe, zo es ihm im Januar 2010 nach Russland, wo er zu Tom Tomsk wechselte. 
Zu Beginn der Qualifikationsspiele für die Fußball-Weltmeisterschaft 2010 in Südafrika kehrte Kim zur Nationalmannschaft zurück und stand in allen sechs Spielen der dritten Runde wieder als Kapitän auf dem Platz. Zu Beginn der vierten Runde im September 2008 wurde er nach einem Foul an Hong Yong-jo in der Partie gegen Nordkorea gesperrt und kehrte im November 2009 vor den Freundschaftsspielen gegen Dänemark und Serbien wieder zur Nationalmannschaft zurück.

### Titel und Erfolge
- Südkoreanischer Meister: 2004 und 2008 mit den Suwon Samsung Bluewings